# Zamarada aequilumata
Zamarada aequilumata är en fjärilsart som beskrevs av Fletcher 1974. Zamarada aequilumata ingår i släktet Zamarada och familjen mätare. Inga underarter finns listade i Catalogue of Life.